# Střezetice
Střezetice település Csehországban, a Hradec Králové-i járásban. Střezetice Nechanice, Dolní Přím, Všestary és Třesovice településekkel határos. Lakosainak száma 376 fő (2024. január 1.).

## Népesség
A település lakosságának változását az alábbi diagram mutatja:
| Lakosok száma | 463  | 428  | 376  | 357  | 320  | 308  | 378  | 397  | 388  | 376  |
|               | 1869 | 1890 | 1921 | 1950 | 1980 | 2001 | 2017 | 2019 | 2022 | 2024 |